# Juan Manuel Fanjul
Juan Manuel Fanjul Sedeño (Melilla, 16 de noviembre de 1914-Madrid, 3 de febrero de 1989) fue un político, abogado y banquero español. Falangista activo en su juventud, durante la Guerra civil llegó a ejercer como vicesecretario general de FET y de las JONS. Tras el final de la contienda ejercería como procurador de las Cortes franquistas. Con posterioridad, sin embargo, evolucionó hacia posturas más moderadas y entraría en conflicto con el régimen. Tras la muerte de Franco sería elegido diputado de las Cortes constituyentes y ejercería como fiscal general del Estado entre 1978 y 1980.

## Biografía

### Primeros años
Nació en Melilla el 14 de noviembre de 1914, en el seno de una familia militar. Era hijo del general Joaquín Fanjul, militar veterano de las guerras de Marruecos que tendría un papel relevante en el seno del ejército. Juan Manuel realizó estudios de derecho en la Universidad Central de Madrid, licenciándose en 1935. Miembro inicial de las milicias antirrepublicanas de José María Albiñana, en 1933 se pasó a las filas de Falange. En los primeros tiempos formaría parte del triunvirato que dirigía el Sindicato Español Universitario junto a Manuel Valdés Larrañaga y Luis Zaragoza, y posteriormente actuó como jefe del SEU por Madrid. En varias ocasiones habría llegado a actuar como enlace entre su padre y José Antonio Primo de Rivera, líder de Falange.

### Guerra civil
En julio de 1936, cuando se produjo el golpe de Estado contra la República, se encontraba en el madrileño Cuartel de la Montaña junto a su padre, jefe de la sublevación en Madrid. Herido durante el asalto republicano al acuartelamiento, logró huir y acabaría refugiándose en la embajada de Chile. Destino muy distinto le esperaría a otros miembros de su familia durante la guerra: su padre, que había sido hecho prisionero, sería juzgado por rebelión militar, condenado a muerte y ejecutado; su hermano José Ignacio, detenido, sería asesinado en la matanza de la cárcel Modelo de Madrid. Tras permanecer un tiempo refugiado en la embajada chilena Juan Manuel Fanjul consiguió llegar hasta la zona sublevada, donde desempeñaría diversos cargos de responsabilidad. El 20 de mayo de 1938 fue nombrado jefe provincial de FET y de las JONS en La Coruña, en sustitución de Gerardo Salvador Merino. Poco tiempo después, durante ese año, sería nombrado vicesecretario general de FET y de las JONS por Raimundo Fernández-Cuesta, convirtiéndose en uno de sus colaboradores. Ostentó este cargo hasta después del final de la contienda, en agosto de 1939.

### Dictadura franquista
Miembro del Consejo Nacional de FET y de las JONS, también sería designado procurador en las Cortes franquistas. En 1943 fue uno de los notables que firmó una carta dirigida al dictador Francisco Franco, con el fin de que se restableciera la institución monárquica en la persona del príncipe Juan de Borbón. Franco, sin embargo, no tomó ninguna medida en ese sentido; muy al contrario, Fanjul acabaría siendo expulsado del partido único y de la «Vieja Guardia».
Aunque marginado del ámbito político, siguió desarrollando cierta actividad: en las elecciones municipales de 1954 fue candidato al Ayuntamiento de Madrid por la llamada «Candidatura independiente», junto a Torcuato Luca de Tena, Joaquín Calvo Sotelo y Joaquín Satrústegui; dicha candidatura sería boicoteada por el régimen y finalmente no prosperaría frente a las candidaturas oficialistas, obteniendo sólo un 17% de los votos. En 1967 se presentaría en Madrid como candidato independiente durante los comicios para elegir a los procuradores en Cortes por el Tercio familiar. Logró sacar 130.993 votos, obteniendo el acta de procurador. A finales de la década de 1960 formó parte del grupo de colaboradores del diario Madrid, de talante aperturista.
Reconocido monárquico «juanista», fue miembro del Consejo Privado del Conde de Barcelona entre 1962 y 1969.

### Transición
Afiliado a la Unión de Centro Democrático (UCD), en las elecciones de 1977 obtuvo acta de diputado por la circunscripción de Madrid.
El gobierno Suárez lo designó fiscal general del Estado, cargo que ejerció entre 1978 y 1980.
Falleció en Madrid el 3 de febrero de 1989.

## Distinciones
- Gran Cruz de la Orden del Mérito Civil (1972)
- Gran Cruz de la Orden de San Raimundo de Peñafort (1979)
- Gran Cruz de la Orden de Carlos III (1980)

## Obras
- La responsabilidad civil de los profesionales. Madrid, 1960.
- La reforma de la empresa capitalista. Madrid, 1967.
- 158 Sentencias del Tribunal Supremo. Madrid, 1973.

## Biografía
- Alcoba López, Antonio (2002). Auge y ocaso de El Frente de Juventudes. Editorial San Martín.
- Bardavío, Joaquín; Sinova, Justino (2000). Todo Franco. Franquismo y antifranquismo de la A a la Z. Barcelona: Plaza & Janés.
- Barreiro Carballal, Carlos (2014). Luchas de ayer, disputas de hoy y desafíos de mañana. Cultiva Libros.
- Casals, Xavier (2005). Franco y los Borbones. La corona de España y sus pretendientes. Planeta.
- Castellanos López, José Antonio (2014). Quién fue quién en la transición en Castilla-La Mancha (1977-1982). Cuenca: Universidad de Castilla-La Mancha.
- Díaz, Onésimo; de Meer, Fernando (2010). Rafael Calvo Serer: La búsqueda de la libertad (1954-1988). Madrid: Rialp. ISBN 978-84-321-3833-1.

- Fernández, Carlos (2000). Alzamiento y guerra civil en Galicia (1936-1939) II. Ediciós do Castro.
- Figuero, Javier (1981). UCD: La empresa que creó Adolfo Suárez. Grijalbo.
- Garay Vera, Cristián (2000). Relaciones Tempestuosas: Chile y España 1936-1940. Universidad de Santiago de Chile.
- García Venero, Maximiano (1967). El general Fanjul. Madrid en el Alzamiento Nacional. Ediciones Cid.
- Gómez Pérez, Rafael (1988). El franquismo y la Iglesia. Madrid: Ediciones Rialp. ISBN 84-321-2343-9.
- González Madrid, Damián-Alberto (2007). Los hombres de la dictadura. Personal político franquista en Castilla-La Mancha, 1939-1945. Almud.
- Jerez Riesco, José Luis (2006). El Madrid de la Falange. Nueva República.
- Lizcano, Pablo (2006). La Generación del 56. La Universidad contra Franco. Saber y Comunicación.
- López Villaverde, Ángel Luis (1997). Cuenca durante la II República: elecciones, partidos y vida política, 1931-1936. Universidad de Castilla-La Mancha.
- Menéndez, Manuel Ángel; Fontes, Ignacio (2002). Quién es quién: sus señorías los diputados. Foca.
- Montoliú, Pedro (2000). Madrid en la guerra civil: La historia. Madrid: Sílex. ISBN 84-7737-072-9.
- Moral, Antonio M. (2008). Diplomacia, humanitarismo y espionaje en la Guerra Civil española. Biblioteca Nueva.
- Pascual, Pedro (1986). Partidos politicos y constitucionales en España. Fragua.
- Platón, Miguel (1998). Alfonso XIII: de Primo de Rivera a Franco. La tentación autoritaria de la Monarquía. Plaza & Janés.
- Romero Salvadó, Francisco J. (2013). Historical Dictionary of the Spanish Civil War. Scarecrow Press. ISBN 978-0-8108-8009-2.
- Thomàs, Joan Maria (1999). Lo que fue la Falange. La Falange y los falangistas de José Antonio, Hedilla y la Unificación. Franco y el fin de la Falange Española de las JONS. Barcelona: Plaza & Janés.
- Thomàs, Joan Maria (2001). La Falange de Franco: fascismo y fascistización en el régimen franquista, 1937-1945. Barcelona: Plaza & Janés.

- Datos: Q5950981
- Multimedia: Juan Manuel Fanjul Sedeño / Q5950981